# Kałżan Tajżanowa
Kałżan Tajżanowa (ur. 27 marca 1985) – kazachska judoczka.
Startowała w Pucharze Świata w latach 2007-2009 i 2011. Brązowa medalistka mistrzostw Azji w 2005. Trzecia na mistrzostwach Azji juniorów w 2003 roku.